# Academia del Cine Catalán
La Academia del Cine Catalán (en catalán Acadèmia del Cinema Català) es una asociación sin ánimo de lucro creada para aglutinar todo el sector cinematográfico catalán dentro de una entidad solvente y de prestigio. Fue creada el 21 de febrero de 2008 por 46 profesionales representativos de los diferentes ámbitos de la industria del cine: directores, actores, productores, fotógrafos, directores de casting, guionistas, técnicos, etc. Joel Joan, actor y director, fue designado primer presidente de la Academia, que se presentó oficialmente el 12 de noviembre de 2008. La directora y productora Isona Passola le sucedió en 2013 y es la actual Presidenta. La Academia otorga los Premios Gaudí, celebrados por primera vez el 19 de enero de 2009.
Desde 2014, La Academia del Cine Catalán es miembro del Film Academies Network, red de academias de cine europeo, de la European Film Academy (EFA). También forma parte de la FOCIR, Federación de Organizaciones Catalanas Internacionalmente Reconocidas.

## Historia
El 21 de febrero de 2008, cuarenta y seis profesionales representativos de los distintos ámbitos de la industria del cine se reunieron para fundar la Academia del Cine Catalán con el objetivo de aglutinar todo el sector cinematográfico catalán dentro de una entidad solvente y de prestigio y sin ánimo de lucro.

## Principios fundacionales
La Academia del Cine Catalán nace con el objetivo de ser la voz unitaria de la cinematografía catalana formada por todos los sectores creativos y productivos de la profesión en materia artística y científica, de forma análoga a las otras academias cinematográficas.
Sus principios fundacionales son:
1. Aglutinar a los profesionales del sector creativo, técnico y de producción cinematográfica de Cataluña para dar una identidad a sus producciones cinematográficas.
2. Cohesionar el sector cinematográfico catalán.
3. Promocionar el cine catalán y dotarlo de prestigio ante los medios de comunicación y el público en general.
4. Contribuir en la internacionalización del cine catalán.
5. Impulsar la innovación y la formación continuada entre los profesionales catalanes de todo el sector, impulsando foros de discusión y debates.
6. Apoyar a los jóvenes talentos.
7. Capitalizar el potencial del cine catalán.
8. Otorgar los premios Anuales de la Academia, los Premios Gaudí, instaurados el año 2008 y que tomaron el relevo de los Premios Barcelona, impulsados y organizados por el Colegio de Directores de Cine de Catalunya, consolidando su prestigio y su trayectoria.
9. Conseguir el reconocimiento internacional de la Academia.
10. Intervenir en el redactado y aprobación de todos los elementos legislativos y normativos oficiales que afecten al cine en cualquiera de sus acepciones.
11. Exigir una política de recursos públicos para el fomento y la consolidación de la cinematografía catalana.
12. Investigar, analizar y estudiar científicamente el hecho cinematográfico y difundir su conocimiento.

## Plan de actuación
Para desarrollar su objetivo y las finalidades que le son inherentes, la Academia lleva a cabo las siguientes actividades:
- Organizar encuentros o ciclos para promover la cinematografía catalana en todo el mundo e internacionalizar el cine catalán.
- Establecer vínculos con otras academias cinematográficas e instituciones culturales de todo el mundo.
- Crear sinergias con entidades culturales y artísticas de Cataluña y todo el mundo.
- Otorgar, organizar y promover los premios Anuales de la Academia y dotarlos del sello de prestigio que tienen otros premios europeos e internacionales.
- Coordinar y colaborar con los diversos organismos y departamentos del gobierno de la Generalitat implicados en la promoción y producción del cine catalán para optimizar los recursos.
- Intervenir en el redactado y aprobación de todos los elementos legislativos y normativos oficiales que afecten al cine en cualquiera de sus acepciones.
- Intervenir en la política de subvenciones o políticas cinematográficas.
- Apoyar a los jóvenes talentos mediante la creación de premios, becas o ayudas.
- Promover la investigación científica del lenguaje cinematográfico.
- Editar publicaciones de referencia con las conclusiones de los distintos estudios.
- Organizar foros de discusión así como debates y seminarios.
- Fomentar la innovación entre los profesionales de todos los ámbitos del sector cinematográfico.
- Cualquier otra que sea adecuada al cumplimiento del objeto y de las finalidades para las que fue creada la Academia.

## Organigrama
- Presidenta: Judith Colell
- Vicepresidente: Carlos R. Ríos
- Secretaria: Carla Simón
- Tesorera: Eduard Sola
- Vocales: Alba Cros, Maria Molins,  Ana Pfaff, Sílvia Quer, Àngels Masclans y David Verdaguer.

Al mismo tiempo, la Academia la forman miembros numerarios, asociados y miembros de honor. Todos los académicos de la Junta Directiva son miembros numerarios de la Academia.

## Presidencia
- Joel Joan (2008 – 2013)
- Isona Passola (2013 – 2021)
- Judith Colell (2021 –)

## Premios Gaudí de la Academia del Cine Catalán
Artículo principal: Premios Gaudí
La Academia del Cine Catalán organiza y otorga los premios anuales para difundir y promocionar las mejores películas, artistas y técnicos del sector cinematográfico catalán.
Los Premios Gaudí son una iniciativa del Colegio de Directores de Cataluña y provienen de los Premios Barcelona, que nacieron el año 2002. 
El objetivo principal de la Academia al organizar los Premios Gaudí es dotarlos del prestigio y sello de otros premios similares existentes en Europa y todo el mundo, impulsándolos a través de la Academia, que es la institución que aglutina los mejores profesionales del sector y quien votará y decidirá los premios anuales.
Las películas candidatas a los Premios Gaudí pueden optar a un total de 22 categorías
- Mejor Película
- Mejor Película en lengua no catalana
- Mejor Dirección
- Mejor Guion
- Mejor Protagonista Femenina
- Mejor Protagonista Masculino
- Mejor Dirección de Producción
- Mejor Película Documental
- Mejor Cortometraje
- Mejor Película para Televisión
- Mejor Película de Animación
- Mejor Dirección Artística
- Mejor Actriz Secundaria
- Mejor Actor Secundario
- Mejor Montaje
- Mejor Música Original
- Mejor Fotografía
- Mejor Vestuario
- Mejor Sonido
- Mejores Efectos Especiales/Digitales
- Mejor Maquillaje y Peluquería
- Mejor Película Europea

### Premio Gaudí de Honor - Miquel Porter
Además, cada año se otorga el Premio Gaudí de Honor - Miquel Porter para distinguir la trayectoria de un prestigioso profesional que haya contribuido con su obra y su compromiso a enaltecer el cine catalán. Los galardonados han sido los siguientes:
- 2009: Jaime Camino
- 2010: Josep Maria Forn
- 2011: Jordi Dauder
- 2012: Pere Portabella
- 2013: Montserrat Carulla
- 2014: Julieta Serrano
- 2015: Ventura Pons
- 2016: Rosa Maria Sardà[2]
- 2017: Josep Maria Pou[3]
- 2018: Mercè Sampietro
- 2019: Joan Pera
- 2020: Francesc Betriu
- 2021: Carme Elias
- 2022: Tomàs Pladevall
- 2023: Jaume Figueras
- 2024: Rosa Vergés[4]
- 2025: Paco Poch

## Premio Pepón Coromina
El Premio Pepón Coromina es un premio anual iniciado el año 2012 que se concede en el marco de la Fiesta de Verano del Cine Catalán que organiza la Academia del Cine Catalán. Está destinado a reconocer las aportaciones más innovadoras, arriesgadas o creativas que hayan tenido lugar en el ámbito cinematográfico cada año natural. El nombre del premio es un reconocimiento a la tarea llevada a cabo por el productor Pepón Coromina i Farreny, que de 1977 a 1987 contribuyó de forma determinante a la aparición de nuevas formas de lenguaje cinematográfico y a la consolidación profesional de un elevado número de artistas y cineastas.

### Ganadores
- 2013: Bigas Luna
- 2014: Hammudi Al-Rahmoun Font